# Pterotrichina
Pterotrichina es un género de arañas araneomorfas de la familia Gnaphosidae. Se encuentra en Norte de África, Malta y Sur de Asia. 

## Lista de especies
Según The World Spider Catalog 12.0:
- Pterotrichina elegans Dalmas, 1921
- Pterotrichina nova Caporiacco, 1934